# Le Bayou
Pour plus de détails, voir Fiche technique et Distribution.
Le Bayou (Shy People) est un film américain réalisé par Andreï Kontchalovski, sorti en 1987.

## Synopsis
Une journaliste new-yorkaise de Cosmopolitan, accompagnée de sa fille adolescente, se rend pour une mission éditoriale dans une région reculée de Louisiane, où sa cousine vit sur une île dans les bayous avec ses trois fils et la fiancée enceinte de son deuxième fils. Le quatrième n'est pas mentionné dans la famille, il est un paria pour eux : il vit en ville où il est propriétaire d'une boîte de nuit. Pour cette famille d'ermites, la ville est le mal. L'enfermement volontaire a commencé en des temps immémoriaux, lorsque le chef de famille était encore en vie, cruel et obstiné, dont le culte dans la famille se poursuit encore aujourd'hui. Le plus jeune des fils est handicapé mental (lorsque sa mère était enceinte, son père lui a donné un coup de poing dans l'estomac), mais il est gentil et obéissant.
Dès le début, le journaliste et la famille ermite se sentent étrangers l'un à l'autre, et la tension monte peu à peu. D'autre part, le conflit révèle que la famille d'ermites n'est pas aussi heureuse de son mode de vie qu'il n'y paraissait au départ - elle ne voit aucun débouché, craint la ville et, en même temps, méprise les oisifs de la ville qui ne peuvent pas survivre dans des conditions extrêmes.

## Fiche technique
- Titre : Le Bayou
- Titre original : Shy People
- Réalisation : Andreï Kontchalovski, assisté de Paul Baxley
- Scénario : Gérard Brach, Marjorie David et Andreï Kontchalovski
- Production : Yoram Globus et Menahem Golan
- Musique : Edgar Froese et Paul Haslinger
- Photographie : Chris Menges
- Montage :  Alain Jakubowicz (de)
- Décors : Stephen Marsh et Leslie Morales
- Costumes : Katherine Dover
- Pays d'origine : États-Unis
- Format : Couleurs - Dolby
- Genre : Drame
- Durée : 118 minutes
- Date de sortie :
  - France : 14 mai 1987 (Festival de Cannes 1987)
  - États-Unis : 4 décembre 1987 (Los Angeles) ; 11 mars 1988 (sortie nationale)

## Distribution
- Jill Clayburgh : Diana Sullivan
- Barbara Hershey : Ruth
- Martha Plimpton : Grace
- Merritt Butrick : Mike
- John Philbin : Tommy
- Don Swayze : Mark
- Pruitt Taylor Vince : Paul
- Mare Winningham : Candy
- Michael Audley : Louie

## Distinctions
- Prix d'interprétation féminine du Festival de Cannes pour Barbara Hershey lors du Festival de Cannes 1987